# Stephanie Bendrat
Stephanie Bendrat (* 5. März 1991 in Laufen, Bayern) ist eine österreichische Hürdenläuferin deutscher Herkunft, die sich auf die 100-Meter-Distanz spezialisiert hat. Sie ist mehrfache österreichische Meisterin und trainiert bei der Union Salzburg Leichtathletik.

## Werdegang
Stephanie Bendrat wuchs im benachbarten Bayern auf und ist seit frühester Jugend als Leichtathletin aktiv. Seit 2009 lebt sie in Salzburg, wo sie Jus studiert.
2015 wurde sie eingebürgert und belegte bei den Hallenweltmeisterschaften 2016 in Portland (USA) Platz 13.
Bei der Sommer-Universiade 2017 in Taiwan wurde sie im August mit 13,74 s Siebte über 100 Meter Hürden.
Stephanie Bendrat ist am 3. März 2018 bei den Hallenweltmeisterschaften der Leichtathleten in Birmingham im Halbfinallauf über 60 Meter Hürden ausgeschieden und belegte den 15. Rang.
Die Studentin der Rechtswissenschaften trainiert seit 2018 mit einer Trainingsgruppe des TV Wattenscheid 01 Leichtathletik in Bochum (Deutschland). Sie wurde bis Dezember 2017 von Philipp Unfried trainiert und seitdem von Slawomir Filipowski.
Bendrat ist aktive Sportlerin des Heeressportzentrums des Österreichischen Bundesheers. Als Heeressportlerin trägt sie derzeit den Dienstgrad Korporal.